# Fédération française des télécoms
Pour les articles homonymes, voir FFT.
 (mai 2017).
Si vous disposez d'ouvrages ou d'articles de référence ou si vous connaissez des sites web de qualité traitant du thème abordé ici, merci de compléter l'article en donnant les références utiles à sa vérifiabilité et en les liant à la section « Notes et références ».
La Fédération française des télécoms (FFTélécoms) est une association loi de 1901 créée en 2007, qui réunit les opérateurs de télécommunications en France.  
Elle est présidée depuis le 16 mai 2022 par Liza Bellulo, secrétaire générale chez Bouygues Telecom. Arthur Dreyfuss, secrétaire général d'Altice France (SFR), qui était président jusqu'en 2021 en est vice-président, ainsi que Nicolas Guérin, secrétaire général du groupe Orange.

## Historique
À l’origine de la création le 24 septembre 2007, se trouve la volonté des opérateurs de télécommunications de créer une structure commune pour représenter l’ensemble de la profession et « partager les grandes problématiques du secteur, de gagner du temps sur nombre d'entre elles et de structurer un dialogue et une concertation avec tous les interlocuteurs du marché ». La Fédération Française des Télécoms regroupe à ses débuts sept groupes du secteur : France Télécom, Bouygues Telecom, SFR, Neuf Cegetel, Numericable, Colt France et Iliad (Free). Elle est alors dirigée par Yves Le Mouël de France Télécom.  
En 2009, la Fédération Française des Télécoms perd un de ses membres : Iliad. Le groupe annonce en 2008 son désir de ne pas renouveler son adhésion l'année suivante, se considérant trop isolé des autres opérateurs lors des discussions.
Le 1er janvier 2011, la Fédération Française des Télécoms fusionne avec l’Association française des opérateurs mobiles (AFOM) avec la volonté de développer les actions et de renforcer la représentation des opérateurs.
La Fédération Française des Télécoms est membre du Mouvement des entreprises de France (MEDEF) jusqu'en janvier 2015 et siège à son Comité exécutif. Le 20 novembre 2013, le MEDEF annonce la création d'un comité « transformation numérique » présidé par Pierre Louette, président de la Fédération Française des Télécoms à cette époque. 
La Fédération est membre de l’Association européenne des fournisseurs d'accès à internet (EuroISPA). Elle participe à la lutte contre la cybercriminalité et les contenus illicites, la protection des données personnelles.

## Activité de lobbying

### Auprès des institutions de l'Union européenne
La FFTélécoms est inscrite depuis 2014 au registre de transparence des représentants d'intérêts auprès de la Commission européenne, et déclare en 2019 pour cette activité des dépenses annuelles d'un montant compris entre 25 000 et 50 000 euros.

### En France
La FFTélécoms déclare à la Haute Autorité pour la transparence de la vie publique exercer des activités de lobbying en France pour un montant qui n'excède pas 400 000 euros sur l'année 2019.

## Gouvernance
La Fédération est administrée par un conseil d'administration qui détermine les orientations stratégiques et opérationnelles des activités de la Fédération. Ce conseil élit pour un an son président parmi ses membres.
Liza Bellulo est élue présidente de la Fédération Française des Télécoms en mai 2022.  
À la suite du conseil d'administration de mai 2022, la nouvelle gouvernance de la Fédération est la suivante :
| Nom                  | Fonction                                                                       | Société                  | Position au sein de la Fédération |
| -------------------- | ------------------------------------------------------------------------------ | ------------------------ | --------------------------------- |
| Liza Bellulo         | Secrétaire générale                                                            | Bouygues Telecom         | Présidente                        |
| Arthur Dreyfuss      | Secrétaire général d'Altice France, Directeur général d'Altice Médias France   | SFR                      | Vice-président                    |
| Nicolas Guérin       | Secrétaire général                                                             | Orange                   | Vice-président                    |
| Marie-Georges Boulay | Secrétaire générale adjointe, chargée des affaires publiques et réglementaires | SFR                      | Administratrice                   |
| Christophe Cavazza   | Directeur général de Colt France                                               | Colt Technology Services | Administrateur                    |
| Anthony Colombani    | Directeur des affaires publiques                                               | Bouygues Telecom         | Administrateur                    |
| Philippe Hallopeau   | Directeur des affaires réglementaires et des relations opérateurs              | Odigo                    | Administrateur                    |
| Pascal Hugueny       | Directeur des affaires publiques et réglementaires                             | Verizon                  | Administrateur                    |
| Laurentino Lavezzi   | Directeur des affaires publiques                                               | Orange                   | Secrétaire                        |
| Julien Tetu          | Président                                                                      | La Poste Mobile          | Trésorier                         |

## Membres

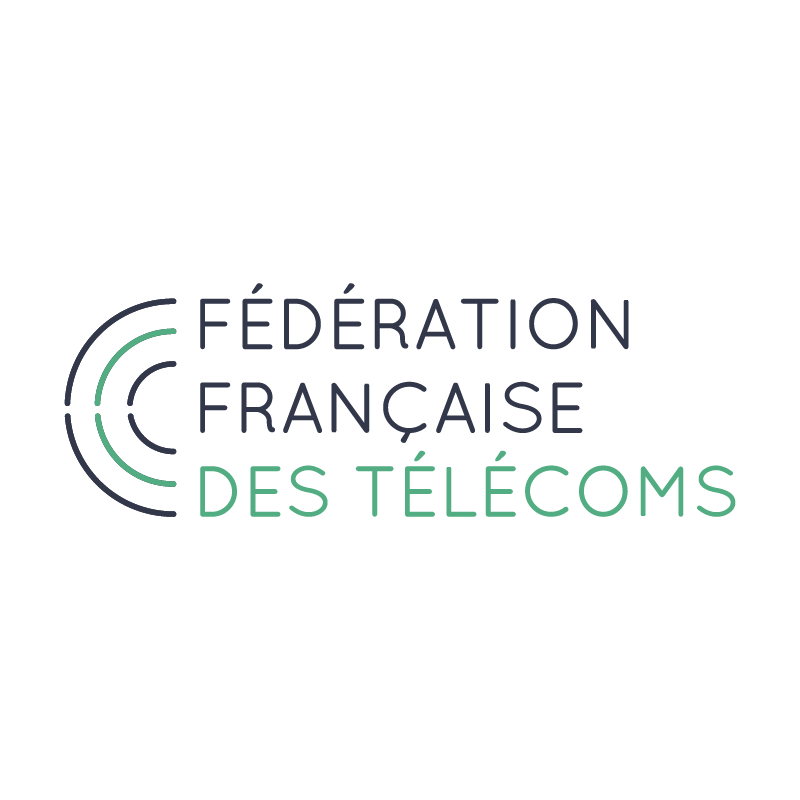
Logo actuel de la Fédération française des télécoms (depuis novembre 2017)

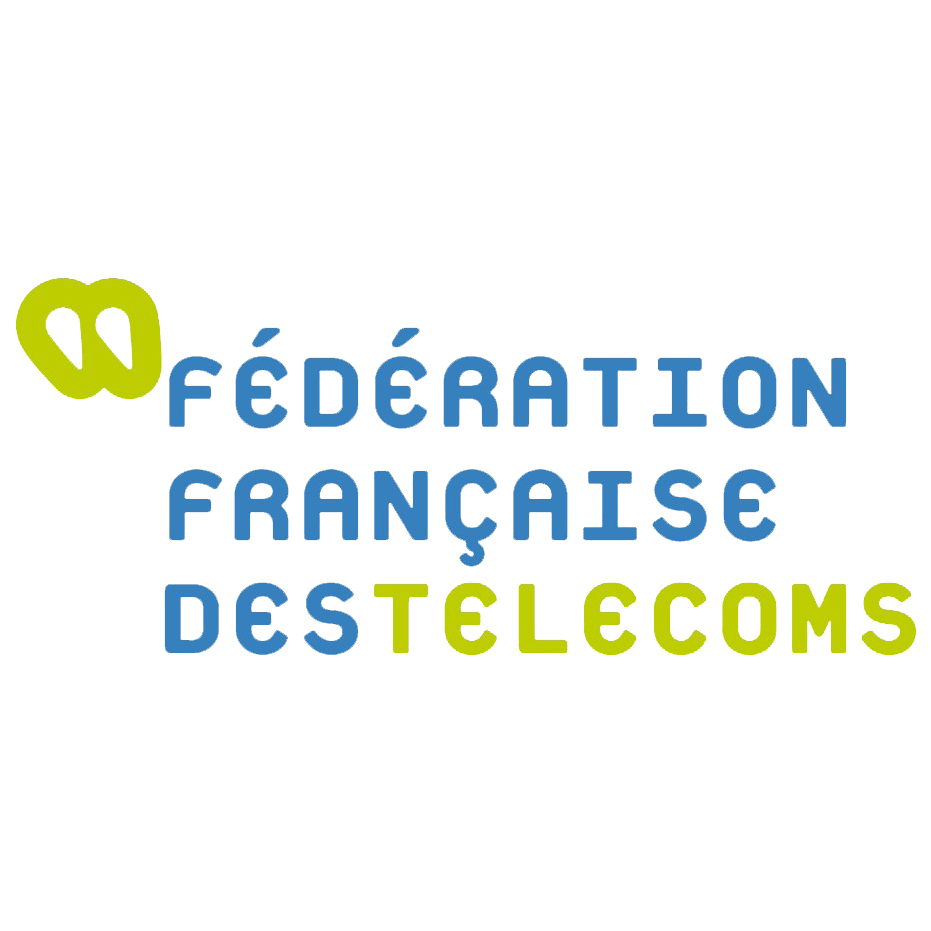
Ancien logo de la Fédération française des télécoms (2007-2017)

### Membres adhérents (2021)
- Altice France (SFR)
- Arteria
- Bouygues Telecom
- Colt Technology Services
- Hub One
- Ielo
- IP Directions
- La Poste Mobile
- Legos
- Manifone
- Odigo
- Orange
- Prixtel
- RATP Connect
- Syma
- Tofane
- Verizon
- Worldline

### Membres fondateurs (2007)
- Association française des opérateurs de réseaux et de services de télécommunication (AFORST)
- Association des fournisseurs d'accès et de services internet (AFA)
- Association française des opérateurs mobiles (AFOM)
- Bouygues Telecom
- Colt France
- France Télécom (Orange)
- SFR
- Neuf Cegetel
- Iliad (Free)
- Numericable

## Fonctionnement
Depuis le 28 août 2023, Romain BONENFANT occupe le poste de directeur général de la Fédération Française des Télécoms. 
À la suite de la réforme des statuts de la Fédération de 2015, les groupes de travail de la Fédération sont constitués en tant que de besoin, en fonction de l’actualité et des thèmes à traiter. 